# Aymen Hussein
Aymen Hussein Ghadhban Al Mafreajy (tiếng Ả Rập: أيمن حسين; sinh ngày 21 tháng 1 năm 1996) là một cầu thủ bóng đá người Iraq thi đấu ở vị trí tiền đạo cho câu lạc bộ Al-Quwa Al-Jawiya tại Giải bóng đá Ngoại hạng Iraq và đội tuyển bóng đá quốc gia Iraq.

## Sự nghiệp câu lạc bộ
Anh bắt đầu sự nghiệp cầu thủ của mình vào năm 2009 khi thi đấu cho đội trẻ của Al-Alam SC. Cuối mùa giải 2012–2013, anh được trao cơ hội thi đấu tại Giải bóng đá Ngoại hạng Iraq khi anh được trợ lỹ huấn luyện viên của câu lạc bộ Duhok, Khalid Mohammed Sabbar liên hệ và đề nghị một bản hợp đồng béo bở để thi đấu cho Duhok. Anh chuyển đến Al-Naft vào mùa đông năm 2015. Đỉnh cao trong sự nghiệp thi đấu của anh là mùa giải 2016–2017 khi anh đã ghi 12 bàn sau 10 trận ra sân cho Al-Naft, giúp đội bóng này dẫn đầu bảng xếp hạng, trước khi anh phải ngồi ngoài trong 3 tháng, từ tháng 2 đến tháng 5 năm 2017 vì chấn thương. Al-Naft kết thúc mùa giải 2016–2017 với ngôi vị á quân của giải đấu, vị trí tốt nhất trong lịch sử của đội bóng này. Năm 2017, anh gia nhập "gã khổng lồ" Iraq Al-Shorta, để thay thế cho Marwan Hussein. Anh có trận ra mắt đội bóng này vào ngày 21 tháng 11, ghi một bàn thắng trong trận đấu với Karbalaa FC. Anh lập cú đúp trong thắng lợi 4–1 trước Al-Bahri, sau đó anh tiếp tục ghi bàn trong hai trận đấu nữa, qua đó kéo dài chuỗi trận liên tiếp mà anh đã ghi bàn lên con số 4. Ở trận đấu thứ 5, anh đá hỏng quả phạt đền những phút cuối, qua đó chấm dứt chuỗi trận liên tiếp mà anh đã ghi bàn ở con số 4. Vào ngày 2 tháng 2 năm 2018, anh rời Al-Shorta để trở lại thi đấu cho đội bóng cũ Al-Naft với vị huấn luyện viên mà anh ngưỡng mộ, Hassan Ahmed. Anh có trận ra mắt cho Al-Naft trong trận đấu với Al-Hudood và chính anh đã sút hỏng quả phạt đền trong trận đấu đó, cùng với trận gặp Naft Al-Wasat. Sau 5 trận tịt ngòi, anh cũng có bàn thắng đầu tiên cho Al-Naft trong chiến thắng 1–0 trước Al-Talaba vào tháng 4 năm 2018. Anh kết thúc mùa giải khi ghi được 11 bàn thắng sau 22 trận đấu cho Al-Naft tại mùa giải 2017–2018. Đội kết thúc mùa giải ở vị trí thứ ba. Vào ngày 15 tháng 9 năm 2018, anh chuyển sang thi đấu cho câu lạc bộ Sfaxien của Tunisia. Vào mùa hè năm 2021, anh gia nhập câu lạc bộ Umm Salal của Qatar. Vào ngày 23 tháng 8 năm 2023, anh đầu quân cho câu lạc bộ Raja CA của Maroc với bản hợp đồng có thời hạn 1 năm.

## Sự nghiệp quốc tế
Aymen Hussein có trận đấu đầu tiên cho Iraq vào năm 2015 khi được triệu tập vào đội tuyển U-23 Iraq tham dự Giải vô địch bóng đá U-23 châu Á 2016 tại Qatar. Anh ghi bàn thắng quyết định trong trận tranh hạng ba với đội chủ nhà U-23 Qatar, giúp Iraq giành vé tham dự Thế vận hội Mùa hè 2016 được tổ chức tại Rio de Janeiro, Brasil, tuy nhiên, anh gặp phải chấn thương trong trận giao hữu gặp U-23 Syria nên không thể tham dự Olympic cùng toàn đội. Vào năm 2017, tại vòng loại giải vô địch bóng đá U-23 châu Á 2018, anh lập một cú repoker trong chiến thắng hủy diệt 8–0 của U-23 Iraq trước U-23 Afghanistan. Anh cũng ghi bàn thắng ấn định chiến thắng 2-0 trước U-23 Ả Rập Xê Út, qua đó giúp U-23 Iraq giành vé tham dự Giải vô địch bóng đá U-23 châu Á 2018. Tại vòng chung kết diễn ra trên đất Trung Quốc, anh ghi 2 bàn thắng sau 3 trận đấu, giúp U-23 Iraq giành vé vào tứ kết.
Vào ngày 26 tháng 8 năm 2015, anh có trận đấu đầu tiên cho đội tuyển quốc gia Iraq, thi đấu trong trận giao hữu gặp Liban. Anh có bàn thắng đầu tiên trong sự nghiệp đội tuyển quốc gia trong trận đấu gặp Các Tiểu vương quốc Ả Rập Thống nhất vào ngày 5 tháng 9 năm 2017, tại vòng loại thứ 3 của giải vô địch bóng đá thế giới 2018 khu vực châu Á. Anh cũng được triệu tập lên đội tuyển Iraq tham dự Cúp bóng đá vịnh Ả Rập lần thứ 23 diễn ra trên đất Kuwait, giải đấu mà Iraq đã vào đến bán kết sau khi để thua Các Tiểu vương quốc Ả Rập Thống nhất sau loạt sút luân lưu.
Vào ngày 19 tháng 1 năm 2023, tại Cúp bóng đá châu Á 2023 diễn ra trên đất Qatar, anh lập cú đúp trong chiến thắng gây sốc 2–1 trước đội tuyển Nhật Bản, qua đó, lần đầu tiên đội tuyển Iraq thắng Nhật Bản sau 42 năm kể từ Đại hội Thể thao châu Á 1982 trên đất Ấn Độ, giúp Iraq giành vé vào vòng đấu loại trực tiếp sớm trước một lượt đấu. Ở trận đấu thuộc vòng 16 đội gặp đội tuyển Jordan, anh ghi bàn thắng nâng tỉ số lên 2–1, nhưng ngay sau đó anh phải nhận tấm thẻ vàng thứ hai và phải rời sân vì hành động ăn mừng khiêu khích đối thủ, dẫn đến trận thua ngược với tỷ số 2–3.
Vào tháng 7 năm 2024, anh được triệu tập lên đội tuyển Olympic Iraq tham dự Thế vận hội Mùa hè 2024 được tổ chức trên đất Pháp, với tư cách là một trong ba cầu thủ quá tuổi.

## Tiểu sử và đời tư
Aymen Hussein sinh ngày 21 tháng 1 năm 1996 tại ngôi làng Al-Safra thuộc tiểu khu Al-Riyadh, phía tây nam Kirkuk nằm ở quận Hawija đầy hỗn loạn, bị tổ chức khủng bố Nhà nước Hồi giáo tự xưng (IS) kiểm soát và là nơi xảy ra các cuộc không kích của Lực lượng đặc nhiệm liên hợp từ năm 2014 đến năm 2017. Cha anh, là sĩ quan của Lục quân Iraq, đã hy sinh khi đang làm nhiệm vụ trong một cuộc tấn công khủng bố của Al-Qaeda vào năm 2008. Anh trai của Ayman Hussein bị quân IS bắt cóc và cho tới nay vẫn chưa rõ tung tích. Mẹ và hai người em trai của anh phải sống lưu vong ngay trong Iraq, ở thành phố Kirkuk kể từ năm 2014.

## Thống kê sự nghiệp
Tính đến 11 tháng 6 năm 2024
| Đội tuyển quốc gia | Năm  | Số lần ra sân | Số bàn thắng |
| ------------------ | ---- | ------------- | ------------ |
| Iraq               | 2015 | 1             | 0            |
| Iraq               | 2016 | 3             | 0            |
| Iraq               | 2017 | 10            | 1            |
| Iraq               | 2018 | 8             | 0            |
| Iraq               | 2019 | 7             | 1            |
| Iraq               | 2020 | 2             | 0            |
| Iraq               | 2021 | 14            | 4            |
| Iraq               | 2022 | 9             | 5            |
| Iraq               | 2023 | 13            | 6            |
| Iraq               | 2024 | 10            | 11           |
| Tổng               | Tổng | 76            | 27           |

Tỷ số và kết quả liệt kê số bàn thắng mà Iraq ghi được, cột trước là biểu thị số bàn thắng của Hussein.
| #  | Ngày                 | Địa điểm                                           | Đối thủ     | Bàn thắng | Kết quả     | Giải đấu                                   |
| -- | -------------------- | -------------------------------------------------- | ----------- | --------- | ----------- | ------------------------------------------ |
| 1  | 5 tháng 9 năm 2017   | Sân vận động Quốc tế Amman, Amman, Jordan          | UAE         | 1–0       | 1–0         | Vòng loại World Cup 2018                   |
| 2  | 26 tháng 3 năm 2019  | Sân vận động Quốc tế Basra, Basra, Iraq            | Jordan      | 1–1       | 3–2         | Giải vô địch bóng đá hữu nghị quốc tế 2019 |
| 3  | 27 tháng 1 năm 2021  | Sân vận động Quốc tế Basra, Basra, Iraq            | Kuwait      | 2–1       | 2–1         | Giao hữu                                   |
| 4  | 29 tháng 5 năm 2021  | Sân vận động Al Fayhaa, Basra, Iraq                | Nepal       | 3–2       | 6–2         | Giao hữu                                   |
| 5  | 29 tháng 5 năm 2021  | Sân vận động Al Fayhaa, Basra, Iraq                | Nepal       | 4–2       | 6–2         | Giao hữu                                   |
| 6  | 12 tháng 10 năm 2021 | Sân vận động Zabeel, Dubai, UAE                    | UAE         | 2–1       | 2–2         | Vòng loại World Cup 2022                   |
| 7  | 1 tháng 2 năm 2022   | Sân vận động thành phố Saida, Sidon, Liban         | Liban       | 1–0       | 1–1         | Vòng loại World Cup 2022                   |
| 8  | 18 tháng 3 năm 2022  | Sân vận động Al-Madina, Baghdad, Iraq              | Zambia      | 3–1       | 3–1         | Giao hữu                                   |
| 9  | 29 tháng 3 năm 2022  | Sân vận động Al-Rashid, Dubai, UAE                 | Syria       | 1–1       | 1–1         | Vòng loại World Cup 2022                   |
| 10 | 23 tháng 9 năm 2022  | Sân vận động Quốc vương Abdullah II, Amman, Jordan | Oman        | 1–1       | 1–1 (3–4 p) | Giải bóng đá giao hữu quốc tế Jordan 2022  |
| 11 | 26 tháng 9 năm 2022  | Sân vận động Quốc tế Amman, Amman, Jordan          | Syria       | 1–0       | 1–0         | Giải bóng đá giao hữu quốc tế Jordan 2022  |
| 12 | 12 tháng 1 năm 2023  | Sân vận động Quốc tế Basra, Basra, Iraq            | Yemen       | 3–0       | 5–0         | Cúp bóng đá vịnh Ả Rập lần thứ 25          |
| 13 | 12 tháng 1 năm 2023  | Sân vận động Quốc tế Basra, Basra, Iraq            | Yemen       | 4–0       | 5–0         | Cúp bóng đá vịnh Ả Rập lần thứ 25          |
| 14 | 16 tháng 1 năm 2023  | Sân vận động Quốc tế Basra, Basra, Iraq            | Qatar       | 2–1       | 2–1         | Cúp bóng đá vịnh Ả Rập lần thứ 25          |
| 15 | 7 tháng 9 năm 2023   | Sân vận động kỷ niệm 700 năm, Chiang Mai, Thái Lan | Ấn Độ       | 2–2       | 2–2 (5–4 p) | Cúp Nhà vua Thái Lan 2023                  |
| 16 | 10 tháng 9 năm 2023  | Sân vận động kỷ niệm 700 năm, Chiang Mai, Thái Lan | Thái Lan    | 1–0       | 2–2 (5–4 p) | Cúp Nhà vua Thái Lan 2023                  |
| 17 | 17 tháng 10 năm 2023 | Sân vận động Quốc tế Amman, Amman, Jordan          | Jordan      | 1–1       | 2–2 (5–3 p) | Giải bóng đá giao hữu quốc tế Jordan 2023  |
| 18 | 15 tháng 1 năm 2024  | Sân vận động Ahmad bin Ali, Al Rayyan, Qatar       | Indonesia   | 3–1       | 3–1         | Asian Cup 2023                             |
| 19 | 19 tháng 1 năm 2024  | Sân vận động Thành phố Giáo dục, Al Rayyan, Qatar  | Nhật Bản    | 1–0       | 2–1         | Asian Cup 2023                             |
| 20 | 19 tháng 1 năm 2024  | Sân vận động Thành phố Giáo dục, Al Rayyan, Qatar  | Nhật Bản    | 2–0       | 2–1         | Asian Cup 2023                             |
| 21 | 24 tháng 1 năm 2024  | Sân vận động Jassim bin Hamad, Al Rayyan, Qatar    | Việt Nam    | 2–1       | 3–2         | Asian Cup 2023                             |
| 22 | 24 tháng 1 năm 2024  | Sân vận động Jassim bin Hamad, Al Rayyan, Qatar    | Việt Nam    | 3–2       | 3–2         | Asian Cup 2023                             |
| 23 | 29 tháng 1 năm 2024  | Sân vận động Quốc tế Khalifa, Al Rayyan, Qatar     | Jordan      | 2–1       | 2–3         | Asian Cup 2023                             |
| 24 | 26 tháng 3 năm 2024  | Sân vận động tưởng niệm Rizal, Manila, Philippines | Philippines | 1–0       | 5–0         | Vòng loại World Cup 2026                   |
| 25 | 26 tháng 3 năm 2024  | Sân vận động tưởng niệm Rizal, Manila, Philippines | Philippines | 3–0       | 5–0         | Vòng loại World Cup 2026                   |
| 26 | 6 tháng 6 năm 2024   | Sân vận động Gelora Bung Karno, Jakarta, Indonesia | Indonesia   | 1–0       | 2–0         | Vòng loại World Cup 2026                   |
| 27 | 11 tháng 6 năm 2024  | Sân vận động Quốc tế Basra, Basra, Iraq            | Việt Nam    | 3–1       | 3–1         | Vòng loại World Cup 2026                   |
| 28 | 5 tháng 9 năm 2024   | Sân vận động Quốc tế Basra, Basra, Iraq            | Oman        | 1–0       | 1–0         | Vòng loại World Cup 2026                   |
| 29 | 10 tháng 10 năm 2024 | Sân vận động Quốc tế Basra, Basra, Iraq            | Palestine   | 1–0       | 1–0         | Vòng loại World Cup 2026                   |
| 30 | 15 tháng 10 năm 2024 | Sân vận động Yongin Mireu, Yongin, Hàn Quốc        | Hàn Quốc    | 1–1       | 2–3         | Vòng loại World Cup 2026                   |
| 31 | 22 tháng 12 năm 2024 | Sân vận động Sulaibikhat, Sulaibikhat, Kuwait      | Yemen       | 1–0       | 1–0         | Cúp bóng đá vịnh Ả Rập lần thứ 26          |
| 32 | 25 tháng 3 năm 2025  | Sân vận động Quốc tế Amman, Amman, Jordan          | Palestine   | 1–0       | 1–2         | Vòng loại World Cup 2026                   |

## Danh hiệu
CS Sfaxien
- Cúp Tunisia: 2018–19

Al-Quwa Al-Jawiya
- Giải bóng đá Ngoại hạng Iraq: 2020–21
- Cúp Liên đoàn Iraq: 2020–21

Iraq
- Cúp bóng đá vịnh Ả Rập: 2023

Danh hiệu cá nhân
- Vua phá lưới Giải bóng đá Ngoại hạng Iraq: 2020–2021 (22 bàn thắng)
- Đồng danh hiệu Vua phá lưới Cúp bóng đá vịnh Ả Rập: 2023 (3 bàn thắng)